# مغالطه پهلوان‌پنبه

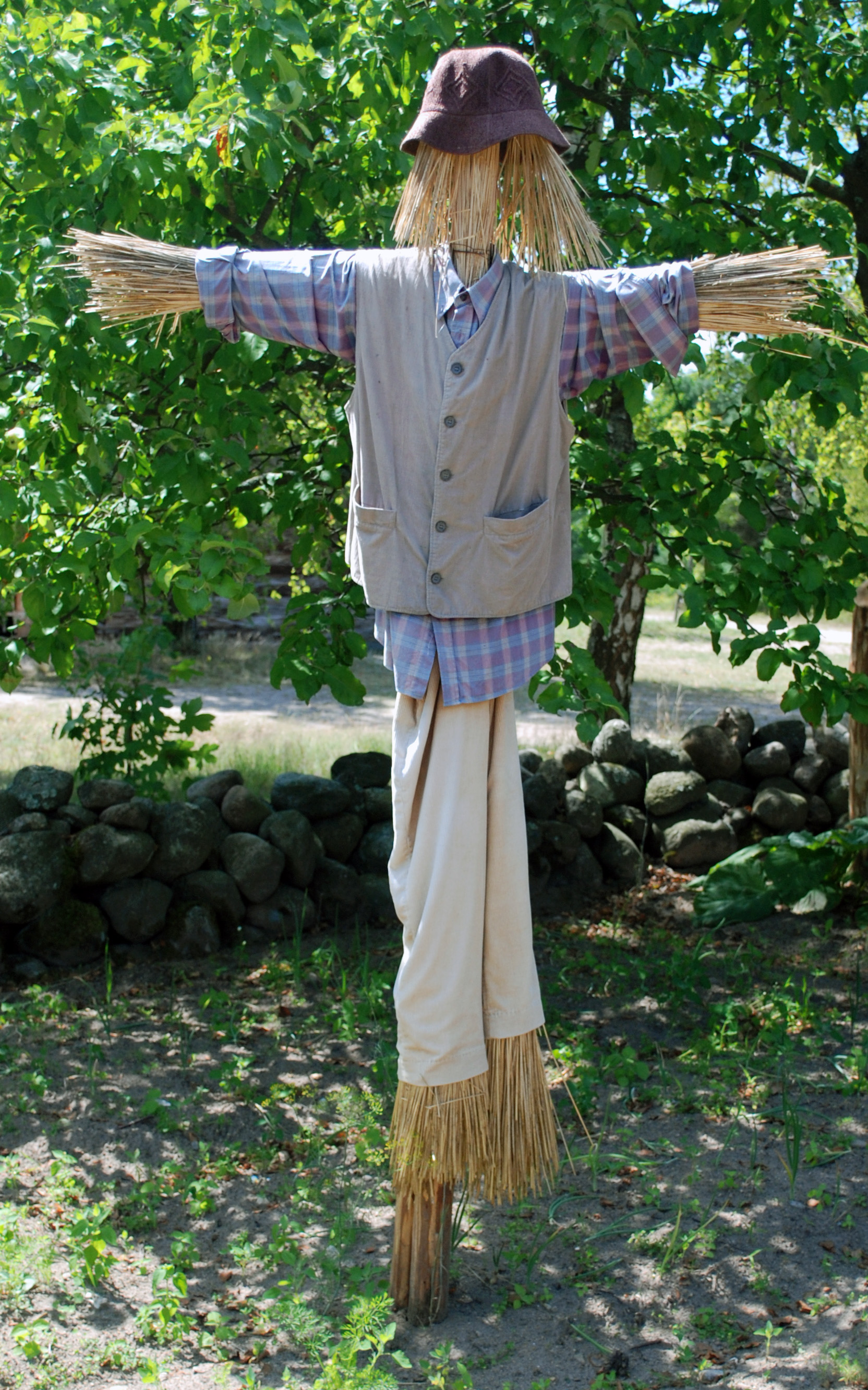
مترسک پوشالی

مغالطه پهلوان‌پنبه یا مغالطه حمله به مرد پوشالی (به انگلیسی: Straw man)، از مغالطات مقام نقد است؛ که شخص وقتی با مدّعایی مخالف است و آن را نادرست می‌داند، برای نشان دادن نادرستی آن از راه غیر منطقی مغالطه استفاده می‌کند. در مغالطه پهلوان‌پنبه هیچ‌گاه دلیل و برهانی ضد مدّعای نخستین مطرح نمی‌شود، بلکه ناقد، مدّعایی را که قدرت نقد آن را ندارد، کنار می‌گذارد، یک مدّعای سست و ضعیف را که توانایی نقد آن را دارد، به طرف مقابل خود نسبت می‌دهد و به جای رد کردن مدّعای اصلی، به رد کردن این مدّعای ضعیف می‌پردازد. مغالطه پهلوان‌پنبه ترفندی است که از این راه شخص می‌تواند میزان اثرگذاری و مقبولیت شخص مدّعی را کاهش دهد؛ هرچند مدّعای نخستین پاسخ داده نمی‌شود. این مغالطه، به نوع خود پُرکاربرد است و در نقد مکاتب و نظریه‌های دینی، مذهبی، اجتماعی، فرهنگی و سیاسی به کار می‌رود؛ برخی افراد غیرمتخصص نیز در جریان نقد جامعه مرتکب چنین مغالطه‌ای می‌شوند. علّت نامگذاری این مغالطه به پهلوان‌پنبه این است که ناقد به جای مبارزه با پهلوان اصلی، پهلوانی پوشالی ساخته و سپس آن را بر زمین می‌زند.

## شیوهٔ استدلالی
شیوه استدلالی این مغالطه چنین است:
1. شخص الف مدّعی مطلب س است.
2. شخص ب س را نادیده می‌گیرد و مطلب ش را به جای آن قرار می‌دهد.
  1. تفسیر نادرستی از ادّعای الف ارائه می‌شود و سپس همان تفسیر نادرست نقد می‌گردد؛ چنان‌که به نظر برسد که ادّعای اصلی الف نقد شده‌ است.
  2. بخشی از گفتار شخص الف که به موضوع ادّعای س ارتباطی ندارد، ارائه می‌شود؛ چنان‌که گویی بیانگر اعتقادات واقعی الف است و سپس همان گفتاورد نقد می‌گردد.
  3. گفتارهای شخصی را که مدّعی پیروی از س است ارائه کرده، چنان‌که نماینده دیدگاه س در نظر گرفته شود و سپس استدلال‌های او نقد می‌شود؛ چنان‌که به نظر برسد دیدگاه تمام کسانی که موافق س بوده‌اند، نقد شده‌ است و خود دیدگاه نیز نفی گردیده‌ است.
  4. اگر مدّعای الف، مدّعایی معتدل و بدون اشکال باشد، حالت افراط یا تفریط به آن نسبت داده شود، یا آن را تا حد بسیاری ساده کند، و سپس به رد آن افراط یا تفریط یا نسخه ساده شده سخن الف پرداخته شود.
  5. گرفتن سست‌ترین تقریر و دلیل بر ادّعای س برای مقابله و نقد آن؛ به طوری که ابطال نظریه به نظر بیاید.
  6. طراحی کردن یک شخص موهوم و ساختگی به عنوان مدافع نظریه س. به عنوان مثال: برخی، یک عدّه کودک، بعضی‌ها، عدّه‌ای و…
3. در مرحله نهایی شخص ب به دیدگاه ش حمله کرده و نتیجه می‌گیرد که دیدگاه س نادرست و غلط است. این نوع استدلال مغالطه است؛ زیرا نادرست بودن شیوه تحریف‌شده یک دیدگاه لزوماً به معنی نادرست بودن خود آن دیدگاه نیست.

## مثال
مغلطه پهلوان‌پنبه در بسیاری موارد در مناظره‌های علنی بر سر مسائل جنجال‌برانگیز و احساسی مورد استفاده قرار می‌گیرد:
شخص الف: «بهتر است که قوانین الکل را آسان‌تر بگیریم.»
شخص ب: «پس شما می‌گویید موادّ مخدر را هم آزاد کنیم؟ مگر جوانان این مملکت صاحب ندارند؟ هر جامعه‌ای که دسترسی آزاد به موادّ مخدر دارد، محکوم به فناست و ارزش‌های انسانی و اخلاقی در آن فرو می‌ریزد.»
پیشنهاد اوّلیّهٔ شخص الف این بود که قوانین مربوط به الکل آسان‌تر شود، در حالی که شخص ب پیشنهاد او را به اشتباه ارائه کرده و وانمود می‌کند که او خواهان آزاد کردن موادّ مخدر است و همچنین خواستار اعتیاد عامه مردم به الکل است و به همین هم پاسخ می‌دهد. این یک مغلطه منطقی است؛ چراکه شخص الف هرگز پیشنهادی در مورد آزاد کردن موادّ مخدر نداده بود و اعتیاد عامه مردم به الکل را مطرح نکرده بود.

### نقد مکاتب بدون توسّل به مغالطهٔ پهلوان‌پنبه
به طور کلّی، در نقد مکاتب و نظریه‌های بزرگ، همواره باید به این نکته توجّه کرد که آیا نقد ما نقد آن مکتب است یا نقد یک شخص یا یک طرفدار خاص؛ زیرا نقد یک مکتب و نظریه وقتی به طور کامل و دقیق انجام می‌شود که کامل‌ترین و دقیق‌ترین بیان از آن مکتب و نظریه مورد نقد قرار بگیرد.
- حدود ده مقاله در نقد و رد سخنرانی ماه گذشتهٔ شما در مطبوعات چاپ شده؛ آیا بطلان نظریه‌ای که از آن طرفداری می‌کنید، دلیل بیشتری نیاز دارد؟
- ما تروریست های زیادی را می‌شناسیم که مسلمان بودند؛ آیا برای رد اسلام دلیل بیشتری نیاز است؟

یا در مثالی دیگر، ممکن است که فردی با استناد به کتاب‌ها و سخنان داروین که مبدع نظریهٔ تکامل انواع است، اشکالات زیادی به آن وارد کند. در ظاهر این نظریه را رد کرده است، امّا در واقع، نظریهٔ تکامل انواع امروزه پیشرفت زیادی کرده است و نظریه‌پردازان جدید با استفاده از علومی مانند ژنتیک، بیان بسیار قوی‌تر و محکم‌تری از این نظریه ارائه کرده‌اند که بسیاری از مشکلات وارد بر داروین دیگر بر آن‌ها وارد نیست.

### مثال‌های دیگر
- لیبرالیسم یعنی آزادی مطلق و بی‌بندوباری. واقعاً بی‌بندوباری محض مورد پسند کدام آدم عاقل است که روشنفکران ما این همه از لیبرالیسم دفاع می‌کنند؟!

- کمونیسم یعنی اشتراک در همه چیز؛ حتّی اشتراک در زن و فرزند. آقایان کمونیست به ما می‌گویند که همسرت را با دیگران شریک شو!

- در کشور ما هر سال چندین انتخابات برگزار می‌شود و مخالفان ما هم به آن اذعان دارند. پس اینکه گفته می‌شود حکومت ما دیکتاتوری است، فاقد وجاهت است. (در اینجا ادّعای اصلی مخالفان، عدم برگزاری انتخابات آزاد است؛ نه برگزاری هر نوع انتخاباتی!)